# Granby (Québec)
Pour les articles homonymes, voir Granby.
Granby (/ɡʁan.be/) est une ville canadienne au Québec, chef-lieu de la MRC de la Haute-Yamaska, dans la région de l'Estrie.

## Toponymie
Comme de nombreuses villes des Cantons-de-l'Est, Granby tient son nom d'un personnage important de la noblesse anglaise, dans ce cas-ci de John Manners dit Marquis de Granby. C'est depuis le 8 janvier 1803 que la région de l'actuelle ville porte le nom du célèbre homme politique et général anglais. Le nom Granby, lui, serait d'origine norroise où gran signifie « sapin » et by, « village » ou « hameau ».

## Histoire

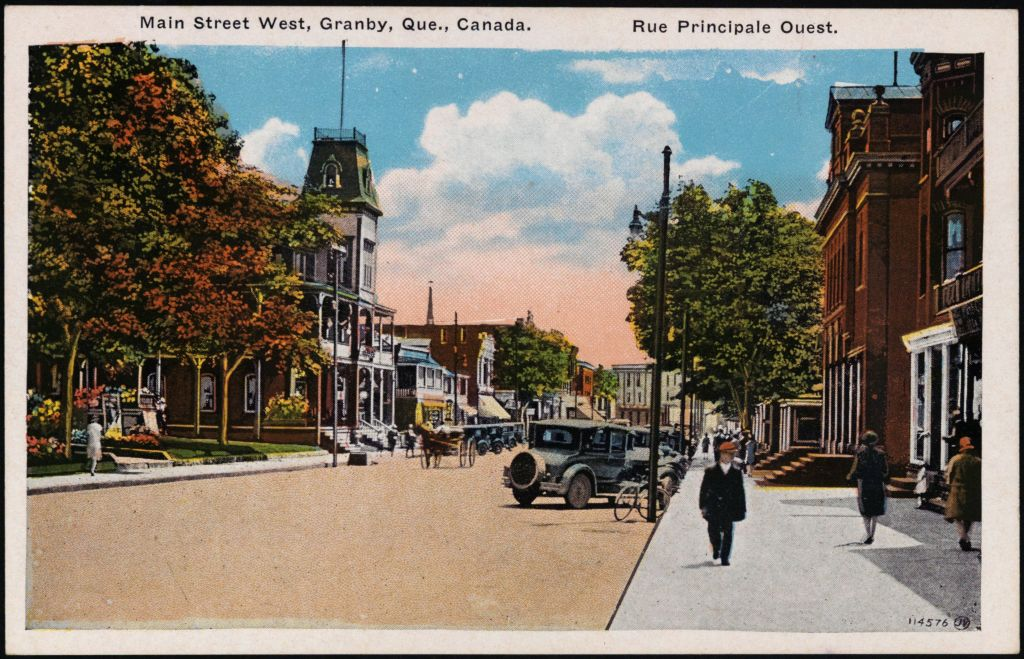
Rue principale Ouest, Granby, carte postale, vers 1920-1929.

La région de Granby fut habitée sporadiquement par des tribus amérindiennes nomades. C'est en 1792 que les loyalistes furent autorisés à coloniser la région des Cantons-de-l'Est. Le 29 janvier 1803, le conseil exécutif de Québec concéda le canton de Granby au colonel Henry Caldwell (en) et ses 97 associés. Le premier colon s'établissant sur le site actuel de la ville arrive en 1813. Il s'agit de John Horner qui érigera un moulin à scie non loin de la rivière Yamaska. Il érigera douze ans plus tard, en 1825 un magasin général avec Richard Frost. Richard Frost trace les plans officiels la même année.

### Chronologie municipale
- 1803 : érection du canton de Granby[5].
- 1845 : constitution de la municipalité du canton de Granby.
- 1847 : abolition de la municipalité par la création de la municipalité du comté de Shefford.
- 1er juillet 1880 : constitution de la municipalité du canton de Granby par son détachement du comté.
- 1er janvier 1859 : la municipalité du village de Granby se détache du canton[6].
- 1916 : le village de Granby devient la cité de Granby.
- 1971 : la cité de Granby change son statut pour celui de ville.
- 2001 : l'opération Phoenix a modifié la structure du service incendie (policiers-pompiers) pour un service à temps partiels. Il s'agit toutefois encore d'une sécurité publique (52 pompiers temps partiels, quatre cadres temps pleins) +/- 1 100 appels par année.
- 1er janvier 2007 : fusion entre la ville et le canton de Granby pour former la ville de Granby.
- 2009 : la municipalité fête ses 150 ans. Pour l'occasion, elle se dote d'un nouvel insigne remplaçant ainsi l'ancien logo brun et orange.

#### Autres dates importantes
- 1830 : arrivée des Canadiens français au village.
- 1840 : construction de la première chapelle catholique.
- 1843 : première église anglicane du village.
- 1859 : tenue en janvier de la première assemblée municipale, fin novembre la locomotive du Stanstead, Shefford & Chambly atteint Granby. Début décembre, fondation de la paroisse Notre-Dame.
- 1869 : effondrement du pont de la rue Principale, onze personnes meurent emportées par l'eau et les glaces
- 1916 : Granby devient une ville
- 1945 : inauguration de l'hôpital Saint-Joseph (centre hospitalier de Granby)
- 1953 : fondation du zoo de Granby par Pierre-Horace Boivin
- 1968 : fondation du Cégep de Granby
- 1968 : début du festival international de la chanson de Granby
- 2021 : Granby reçoit la certification de Communauté bleue par l'organisme Eau Secours grâce à son engagement par rapport à la qualité de l'eau dans la ville [7].

### Héraldique et logos
| L'écu de Granby se blasonne ainsi : Écartelé: au 1, de sinople à une feuille d'érable d'or, au 2, coupé de gueules au lion passant d'or et d'azur à deux fleurs de lys d'argent, au 3, de gueules à un livre ouvert d’argent chargé d'un Alpha et d’un Oméga de sable, au 4, d'or à un caducée de sable. |

 L'ancien logo de la ville de Granby, utilisé entre les années 1970 et 2008 est un « G» stylisé composé de deux couleurs. « Le bourgogne symbolisant la qualité de vie à Granby et l’orange symbolisant le dynamisme des gens de Granby.
La ligne blanche représente la rivière Yamaska qui coule au centre de la ville.
L’ensemble du design marque une volonté de réalisation et de recherche de l’excellence. »
À la suite de la fusion et du 150e anniversaire de la ville, le logo est remplacé. Un nouvel énoncé de vision est donné par la ville : « Granby crée un milieu de vie en équilibre avec son environnement de qualité où la famille s'épanouit. Fiers et passionnés, ses citoyens animent leur ville de concert avec les acteurs sociaux, culturels, communautaires, économiques et de loisirs. » On retrouve dans ce nouveau logo la symbolique de la fontaine du lac Boivin et du parc Daniel-Johnson.

## Géographie
La ville de Granby est située à mi-chemin entre Montréal et Sherbrooke en empruntant l'autoroute 10 (à la sortie 68 et 74). Elle est traversée en son centre par la rivière Yamaska Nord, qui alimente le lac Boivin. D'autres municipalités se trouvent à proximité comme Bromont, Shefford et Saint-Alphonse-de-Granby. L'environnement y est principalement urbain avec des terres agricoles périurbaines. Une grande part du territoire est constituée de quartiers résidentiels, d'industries et de commerces. Les décors naturels de cette région sont caractérisés par des forêts mixtes, des prairies et des zones humides.
À la suite du référendum municipal qui a eu lieu le 28 mai 2006, Granby est devenue, le 1er janvier 2007, une nouvelle municipalité formée par la ville et son canton.
Granby compte un hôpital, un cégep, une bibliothèque municipale, un jardin zoologique (Zoo de Granby) et le Centre d'interprétation de la nature du Lac-Boivin.

## Écologie
Avant l'établissement des premiers colons, l'arpenteur J. McCarthty décrivait la région qui deviendrait le lac Boivin comme étant constituée de forêts de frênes, sapins, érables, pruches et bouleaux ; des prairies naturelles et un petit marécage situé en amont de la rivière Yamaska Nord. La variété de son environnement en fait un lieu abritant des milliers d'espèces animales et végétales ; le lac Boivin reçoit de nombreux oiseaux, poissons, amphibiens, reptiles, invertébrés et mammifères aquatiques tel que le vison d'Amérique (N.vison). De grandes variations de climat causent l'hibernation et la migration de plusieurs espèces durant les mois plus froids ; par conséquent, certaines espèces sont observées de façon saisonnière, comme la bernache du Canada (B.canadensis), alors que des résidents permanents ne peuvent être observés durant l'hiver (par exemple, la tortue peinte (C. picta) apparaît au printemps, est présente au cours de l'été et se cache en automne).
La ville a atteint un record de chaleur le samedi 15 mars 2025 en atteignant 21 degrés Celsius, une température de 17 à 18 degré au-dessu de la moyenne annuel pour cette date.

## Démographie
| 1825                | 1831                 | 1841                 | 1861                 | 1871                 | 1881                   | 1891                   | 1899   | 1901                   |
| ------------------- | -------------------- | -------------------- | -------------------- | -------------------- | ---------------------- | ---------------------- | ------ | ---------------------- |
| 30[réf. nécessaire] | 100[réf. nécessaire] | 253[réf. nécessaire] | 700[réf. nécessaire] | 876[réf. nécessaire] | 1 040[réf. nécessaire] | 1 710[réf. nécessaire] | ~3 500 | 3 774[réf. nécessaire] |

| 1911                   | 1921                   | 1930   | 1931                    | 1939   | 1941                    | 1951                    | 1960   | 1961                    |
| ---------------------- | ---------------------- | ------ | ----------------------- | ------ | ----------------------- | ----------------------- | ------ | ----------------------- |
| 4 000[réf. nécessaire] | 6 785[réf. nécessaire] | 10 000 | 10 587[réf. nécessaire] | 14 000 | 14 421[réf. nécessaire] | 23 335[réf. nécessaire] | 32 000 | 30 899[réf. nécessaire] |

| 1981   | 1986   | 1991                    | 1996   | 2001   | 2006   | 2011   | 2016   | 2021   |
| ------ | ------ | ----------------------- | ------ | ------ | ------ | ------ | ------ | ------ |
| 38 071 | 38 508 | 42 804[réf. nécessaire] | 43 316 | 44 121 | 47 637 | 63 433 | 66 222 | 69 025 |

| 2024   | - | - | - | - | - | - | - | - |
| ------ | - | - | - | - | - | - | - | - |
| 71 815 | - | - | - | - | - | - | - | - |

## Administration
Les élections municipales se font en bloc pour le maire et pour un conseiller parmi les dix (10) districts.
| Granby Maires depuis 2001                                                                                            |                  |         |          |
| Élection | Maire            | Qualité | Résultat |
| 2001 | André-Guy Racine |         | Voir     |
| 2005 | Richard Goulet   |         | Voir     |
| 2009 | Richard Goulet   | Voir    |          |
| 2013 | Pascal Bonin     |         | Voir     |
| 2017 | Pascal Bonin     | Voir    |          |
| 2021 | Julie Bourdon    |         | Voir     |
| Élection partielle en italique Depuis 2005, les élections sont simultanées dans toutes les municipalités québécoises |                  |         |          |

## Parcs et espaces verts

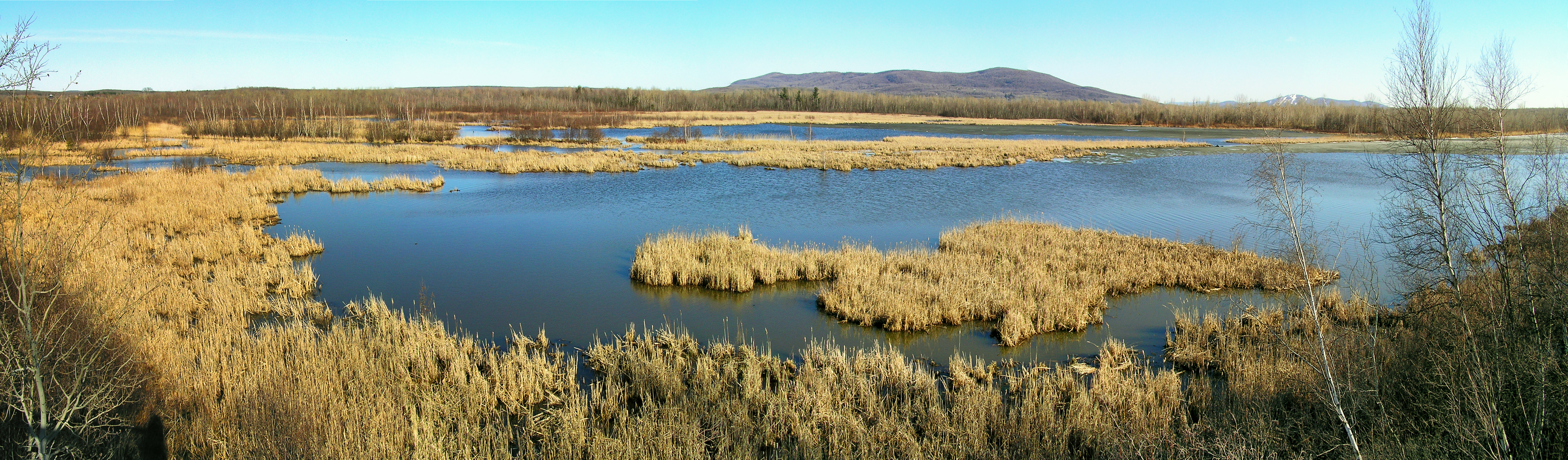
Panorama du lac Boivin.

Granby possède des nombreux parcs et fontaines sur son territoire. Parmi ceux-ci on compte notamment les parcs Daniel-Johnson, Victoria, Terry Fox, Miner, Pelletier et Kennedy.

### Lac Boivin, parc Daniel-Johnson et Centre d'interprétation de la nature du lac Boivin
Le lac Boivin et ses sentiers aménagés tout autour sont des lieux privilégiés pour les amoureux de la nature et de la faune. Touchant le cœur de la ville, le parc est bordé par le Parc Daniel-Johnson, un endroit très fréquenté en période hivernale pour sa patinoire. Il y a deux collines sur le terrain du parc Daniel-Jonhson qui sont très populaires ; l'été, c'est l'endroit idéal pour les pique-niques et pour les beaux moments en famille, l'hiver, petits et grands apportent leur toboggan et leur « crazy carpet » pour glisser sur ces collines. Le Centre d'interprétation de la nature du lac Boivin est un organisme ayant comme mission de conserver le territoire, les habitats, la faune et la flore du lac Boivin.

### Parc national de la Yamaska
Le parc national de la Yamaska est une vaste zone humide protégée autour du réservoir Choinière. L'endroit est propice à diverses activités terrestres et nautiques. Sur l'eau, seules sont autorisées des embarcations légères et non motorisées.

### Parc Victoria
Le parc Victoria est le plus vieux jardin de la ville de Granby. Le terrain acheté en 1889 et le parc aménagé en 1900, on choisit le nom de Victoria en l'honneur de la reine Victoria. On y retrouve notamment le monument à Latimer construit en 1901 pour les militaires tués lors de la seconde guerre des Boers, le monument aux Braves et la fontaine Selbach, inaugurée en 1982. Depuis la fin du 19e, ce parc est un endroit privilégié pour des manifestations diverses et des fêtes populaires.

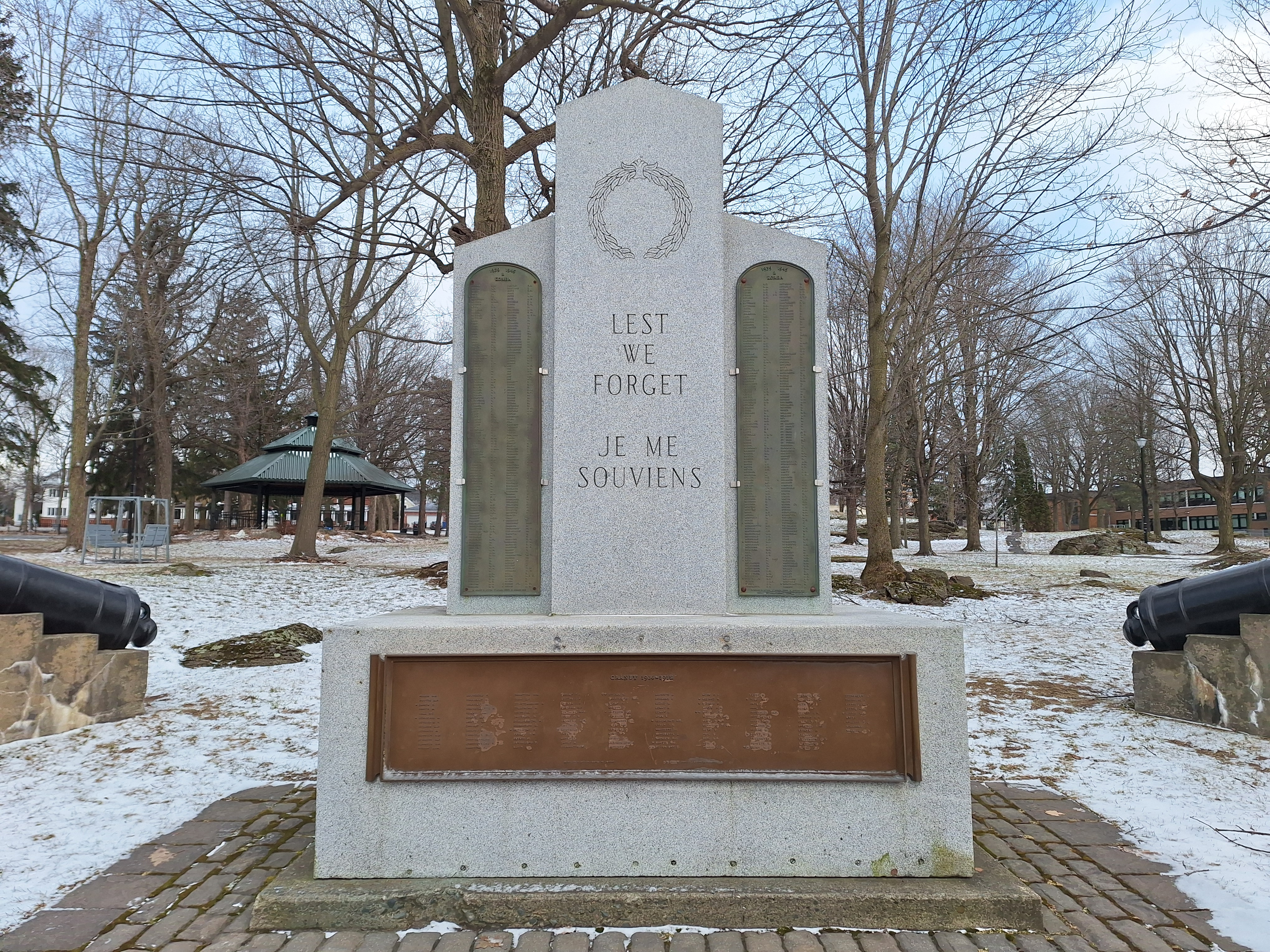
Monument dédié aux soldats de Granby et de sa région morts pendant la Première et Deuxième Guerre mondiale. Février 2024

### Parc Miner
Le parc Miner est le second plus vieux parc de Granby. Il fut donné à la ville par le maire Stephen Henderson Campbell Miner en 1910. On y retrouve  un monument érigé à la mémoire des fondateurs de la Société Saint-Jean-Baptiste érigé en 1934.
Le 15 juillet 2016, un peuplier centenaire dans le parc s'est effondré sur un chapiteau où une dizaine de personnes dansaient faisant plusieurs blessés graves.

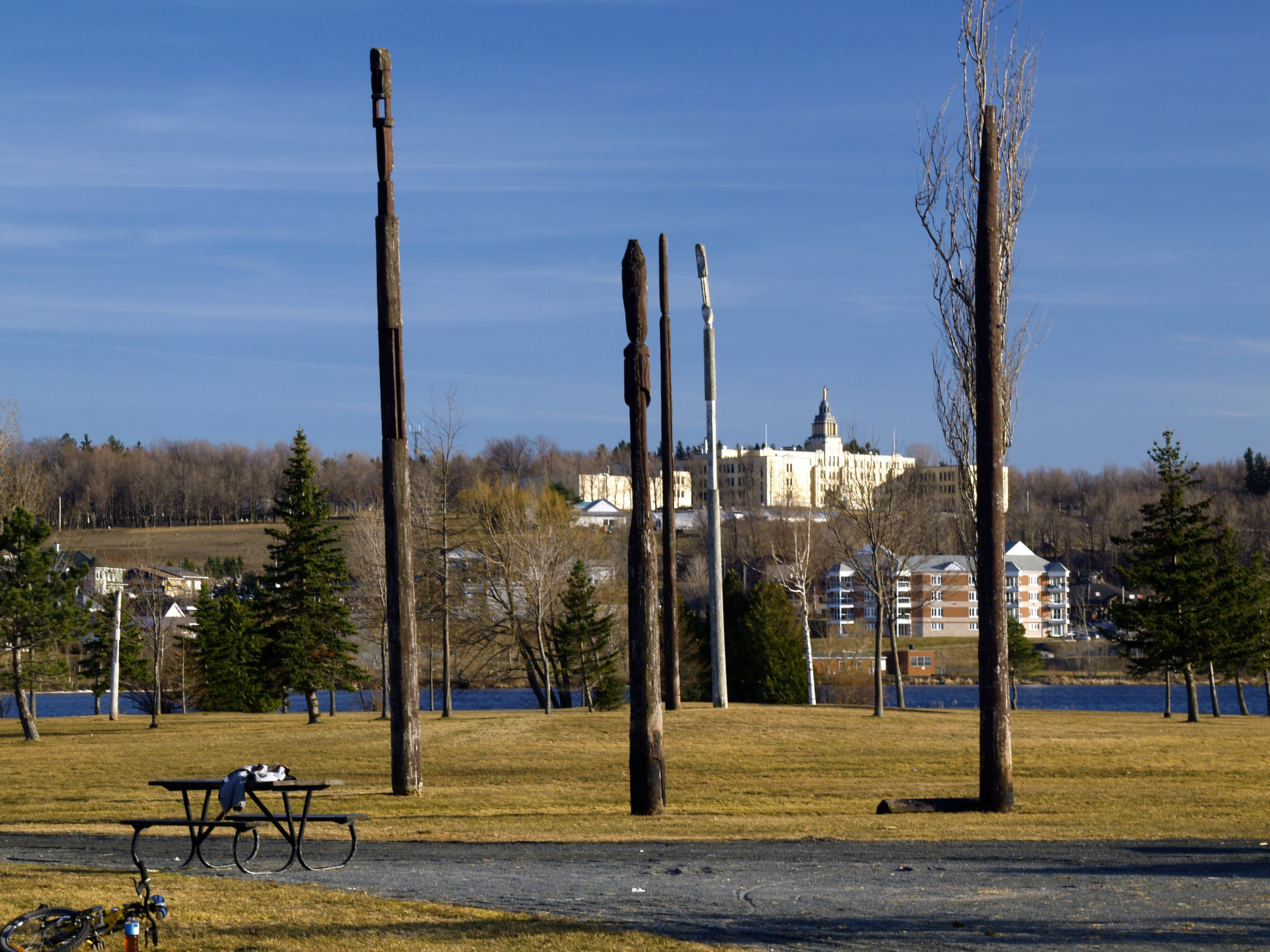
Parc Daniel-Johnson.
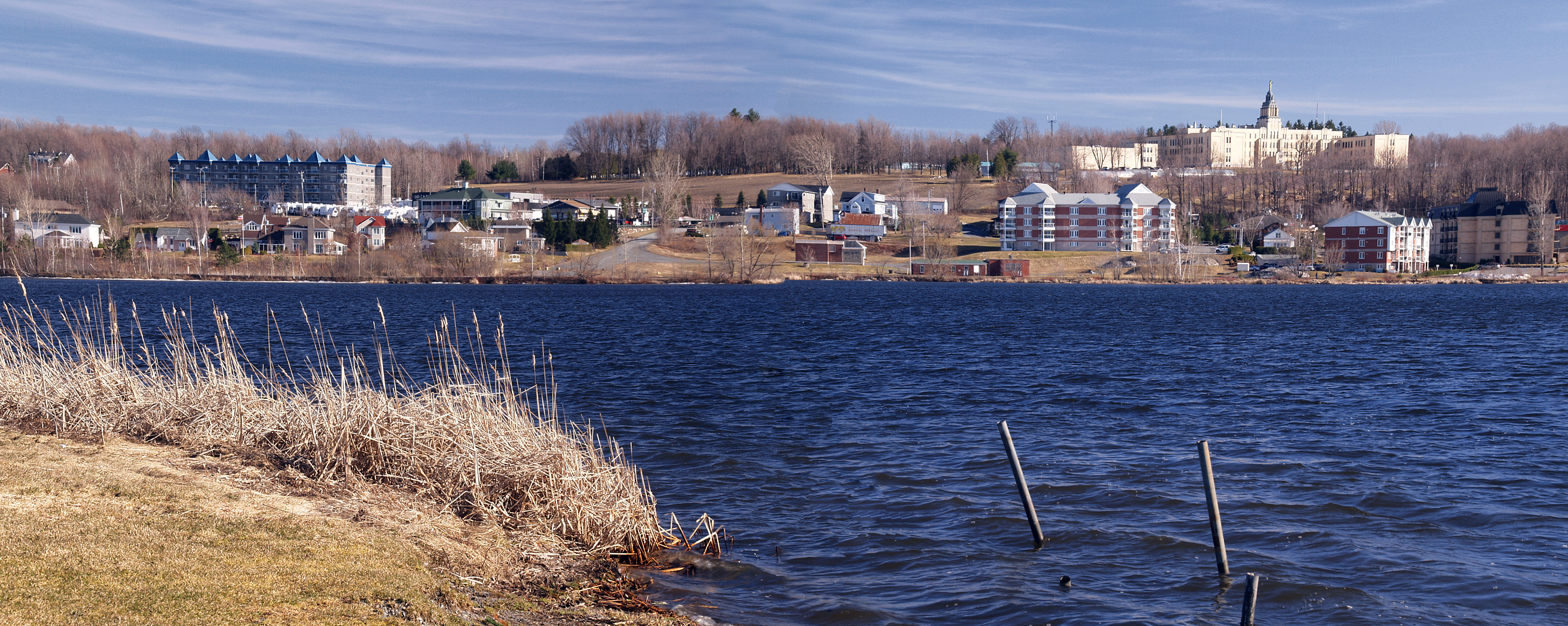
Lac Boivin.
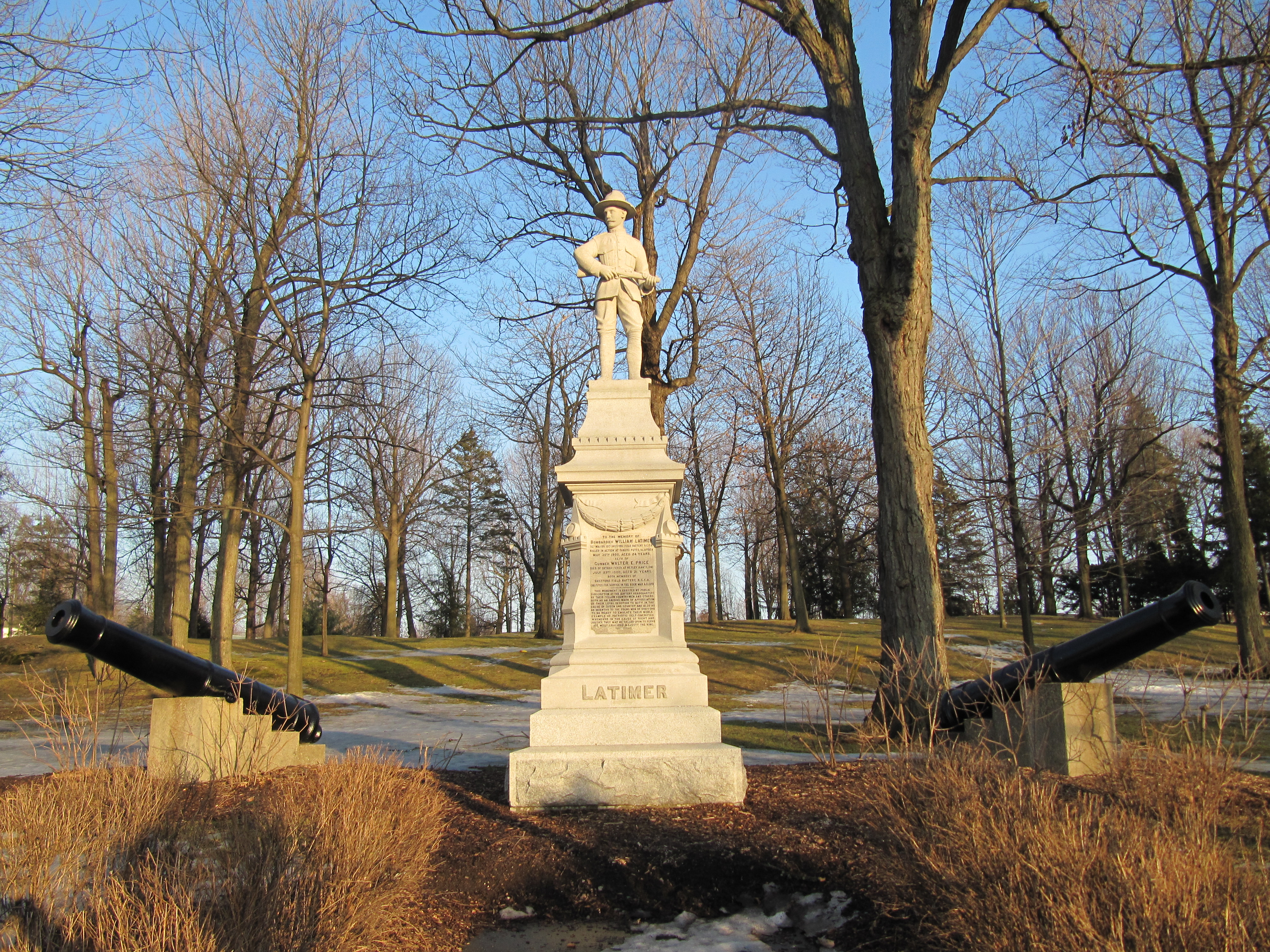
Monument à Latimer au parc Victoria.
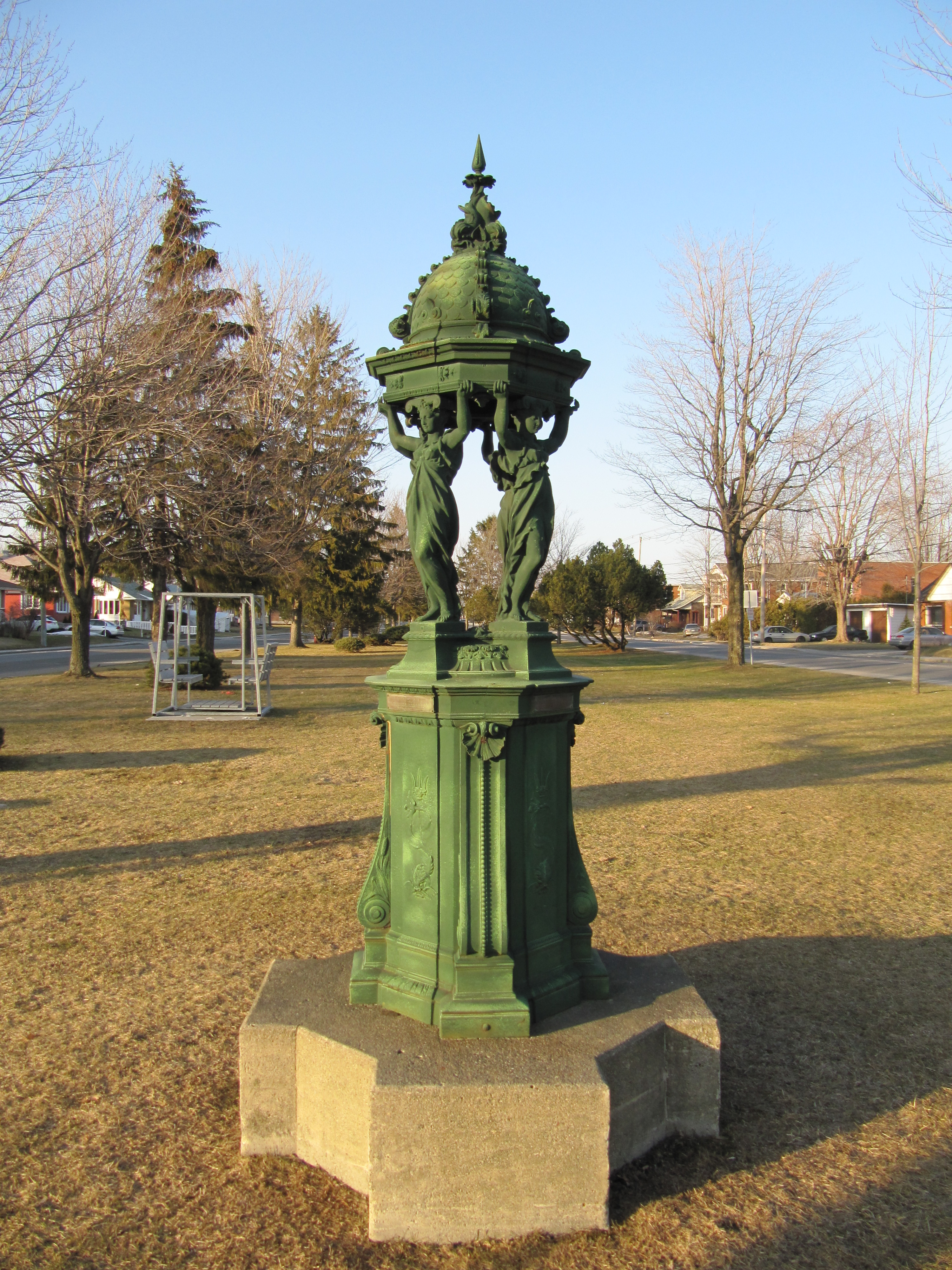
Fontaine Wallace au parc Isabelle[21].
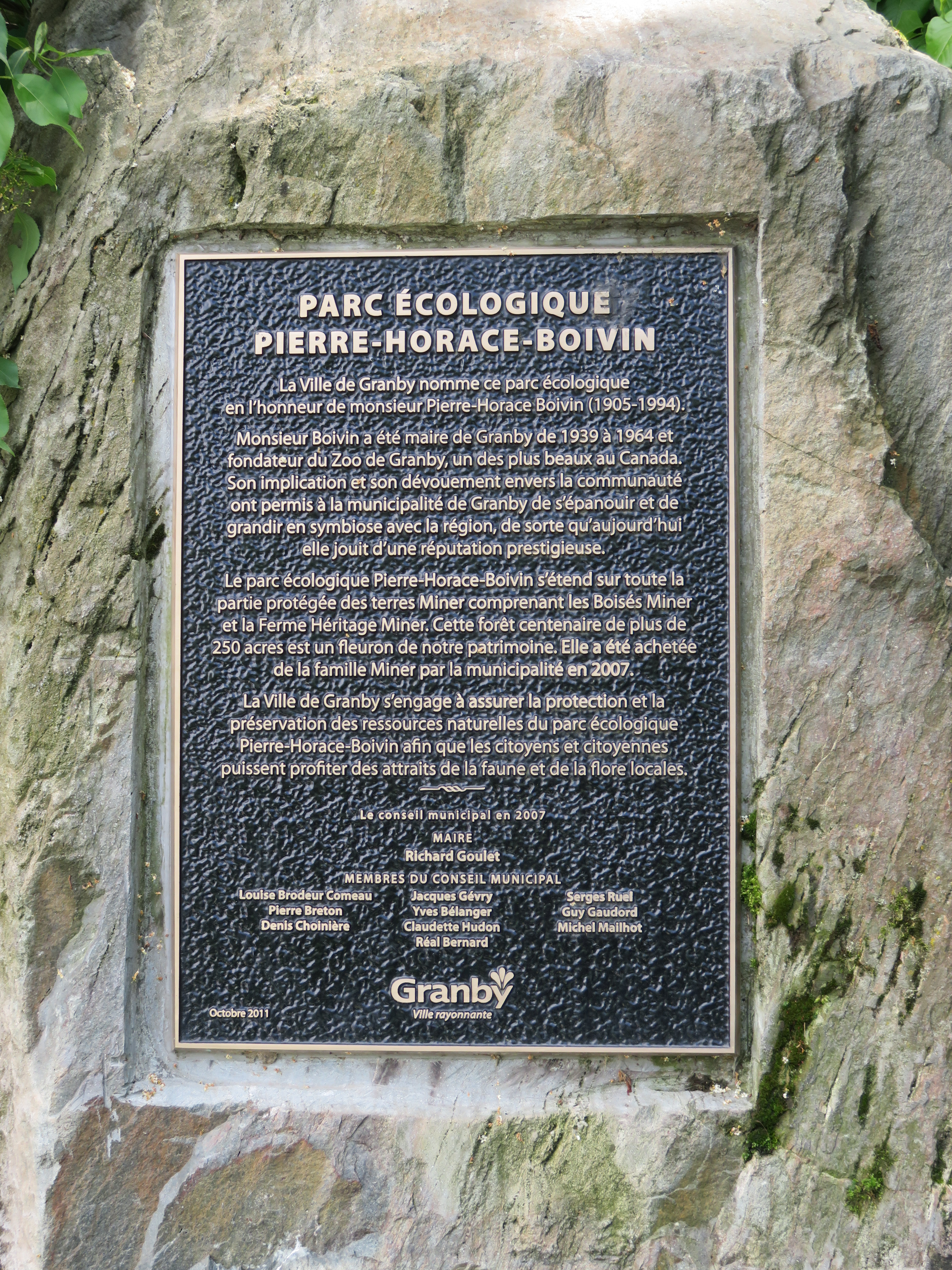
Plaque au parc écologique Pierre-Horace-Boivin.

### Parc écologique Pierre-Horace-Boivin
Une autre section du territoire utilisée à des fins de conservation de la nature est le parc écologique Pierre-Horace-Boivin, un espace de 1,35 km2  (135 hectares) principalement composé de forêt, de prairie et de marécage avec des sentiers de randonnée. Un inventaire fut réalisé de 2015 à 2016 afin d'identifier la faune et la flore présente, on sait d'ailleurs que les boisés sont l'habitat d'espèces menacées comme le campagnol des rochers, la salamandre sombre du Nord, ainsi que certaines espèces de chauves-souris,. En plus des Boisés Miner, le parc inclut aussi la Ferme Héritage Miner.

## Transports

### Réseau routier
L'autoroute 10 est la principale voie routière de communication avec Granby. Elle passe environ sept kilomètres au sud de la ville, sur une orientation ouest-est. Deux sorties relient la 10 à Granby, soit les sorties 68 (route 139, boulevard David Bouchard, Cowansville, Sutton) et 74 (route Pierre- Laporte, vers R-241). Depuis 2020, un tronçon de la route 139 est renommé Route Jean-Lapierre, en hommage à l'ancien député fédéral de Shefford, mort tragiquement dans un accident d'avion aux Îles de la Madeleine.
La route 139, mieux connue sous le nom du boulevard David Bouchard ou de la rue Dufferin, passe au nord-ouest de la ville, agissant principalement comme route de contournement nord-ouest. Elle est aussi reliée à la 10 au sud, puis rejoint Roxton Pond vers le nord-est. La limite de vitesse varie entre 90 km/h (sud-ouest, à l'approche de la 10) et 40 km/h (à l'intérieur de la ville), et possède quelques feux de circulation.
La principale artère commerciale de la ville, principale voie routière entre l'extérieur de Granby et le centre-ville, est définitivement la route 112, la rue principale et une partie de la rue Denison. Elle croise la 139 à la limite nord-ouest de la ville, puis coupe directement vers le centre-ville en possédant plus de vingt feux de circulation. Elle arrive de Saint-Paul d'Abbotsford par l'ouest, et quitte vers Saxby Corner vers l'est.
Le centre-ville de Granby est situé exactement à 82 kilomètres du centre-ville de Montréal, à 77 kilomètres du centre de Sherbrooke et à 227 kilomètres du centre de Québec (via la route 139, 55 et 20).

## Toponymie
Le nom de Granby rappelle la mémoire de John Manners (1721-1770), 4e duc de Rutland, baron de Belvoir et  marquis de Granby, un titre de noblesse de la pairie d'Angleterre créé en 1703 pour John Manners, 1er duc de Rutland.

## Lieux et monuments

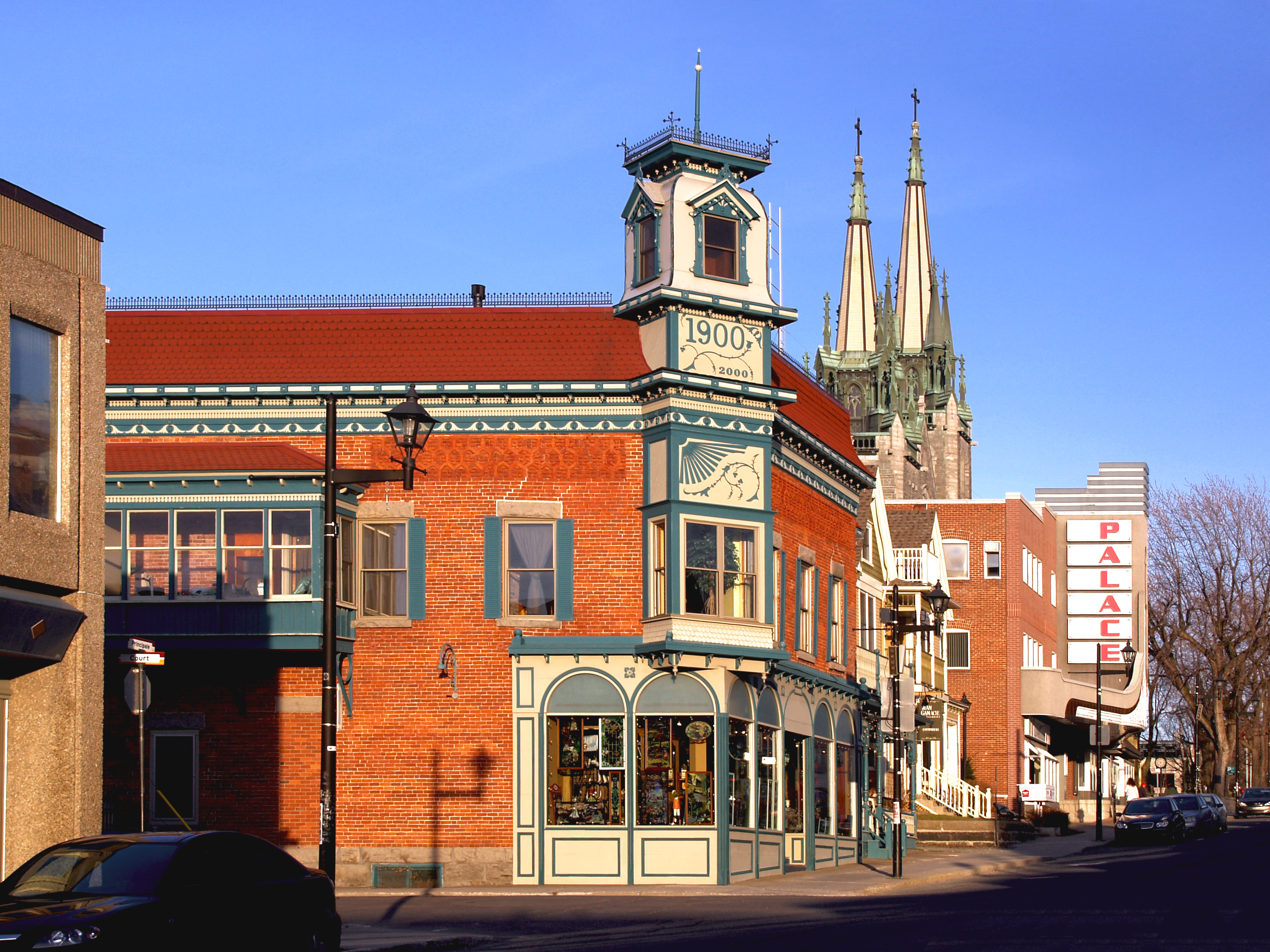
Rue Principale.
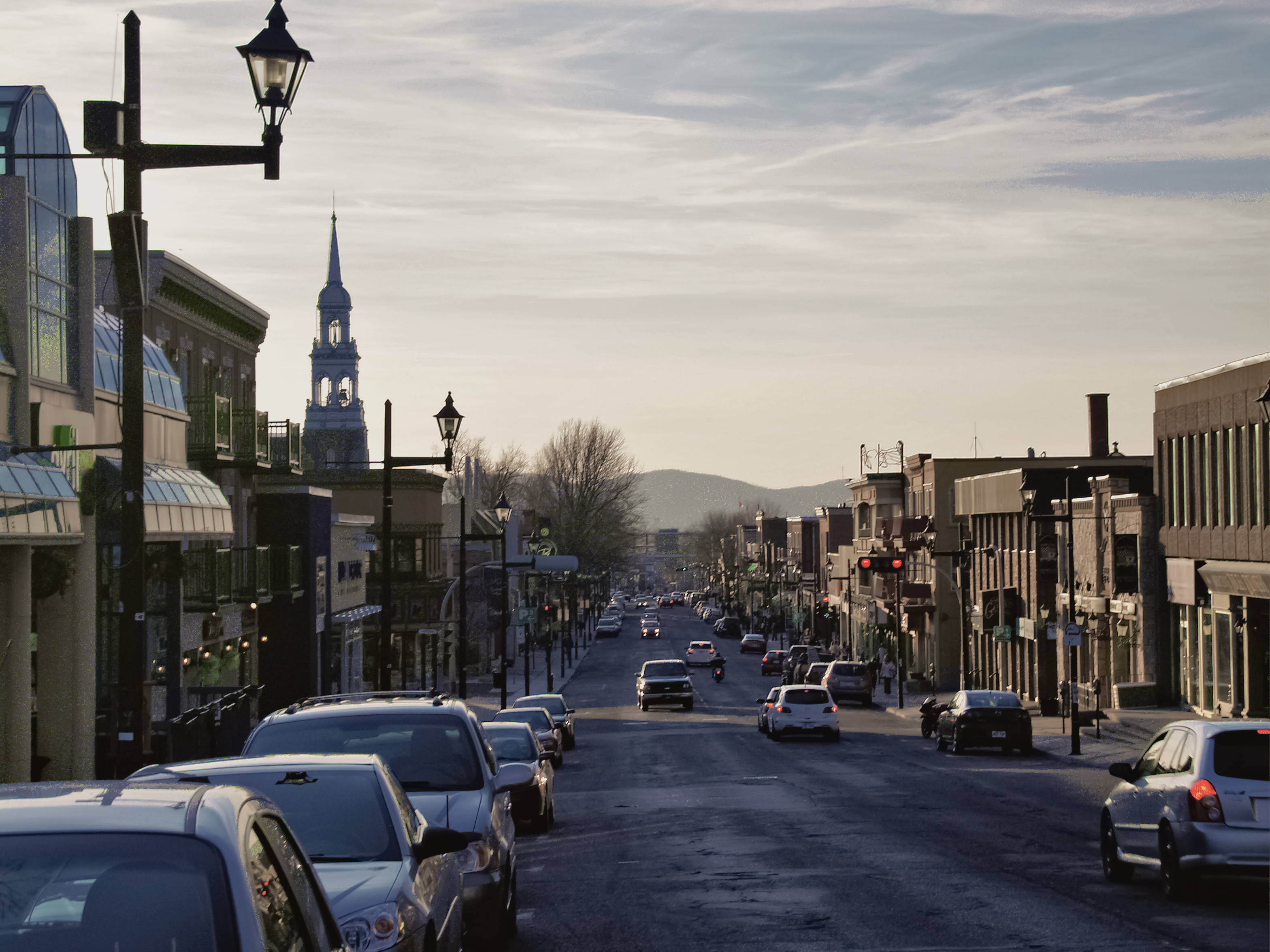
Rue Principale.

- Centre hospitalier de Granby
- Le Parc Victoria est le plus beau parc de Granby. Situé au centre-ville, le parc possède deux modules pour enfants et plusieurs espaces pour y relaxer.
- Les Galeries de Granby font office de grand centre commercial.

### Édifices religieux
- Église Notre-Dame. C'est le 3 décembre 1859 que l'évêque de Saint-Hyacinthe décrète l'érection canonique de la paroisse Notre-Dame de Granby.
- Église Sainte-Famille. Elle est l'œuvre de Louis-Napoléon Audet, un architecte de Sherbrooke. De style néo-gothique, elle possède deux clochers inégaux. L'église Notre-Dame, la seule de la paroisse de Granby en 1929 ne suffisant plus à desservir ses nombreux fidèles, la nouvelle paroisse Sainte-Famille fut fondée en 1930. Elle a été bâtie de granite blanc et est revêtue de pierre calcaire, entre septembre 1930 et Noël 1931. Le coût de sa construction s'était élevé à 420 000 $.
- United Church
- Église anglicane St-George
- Église Saint-Eugène, terminée en octobre 1942[27]. Elle est vendue en 2022[28].

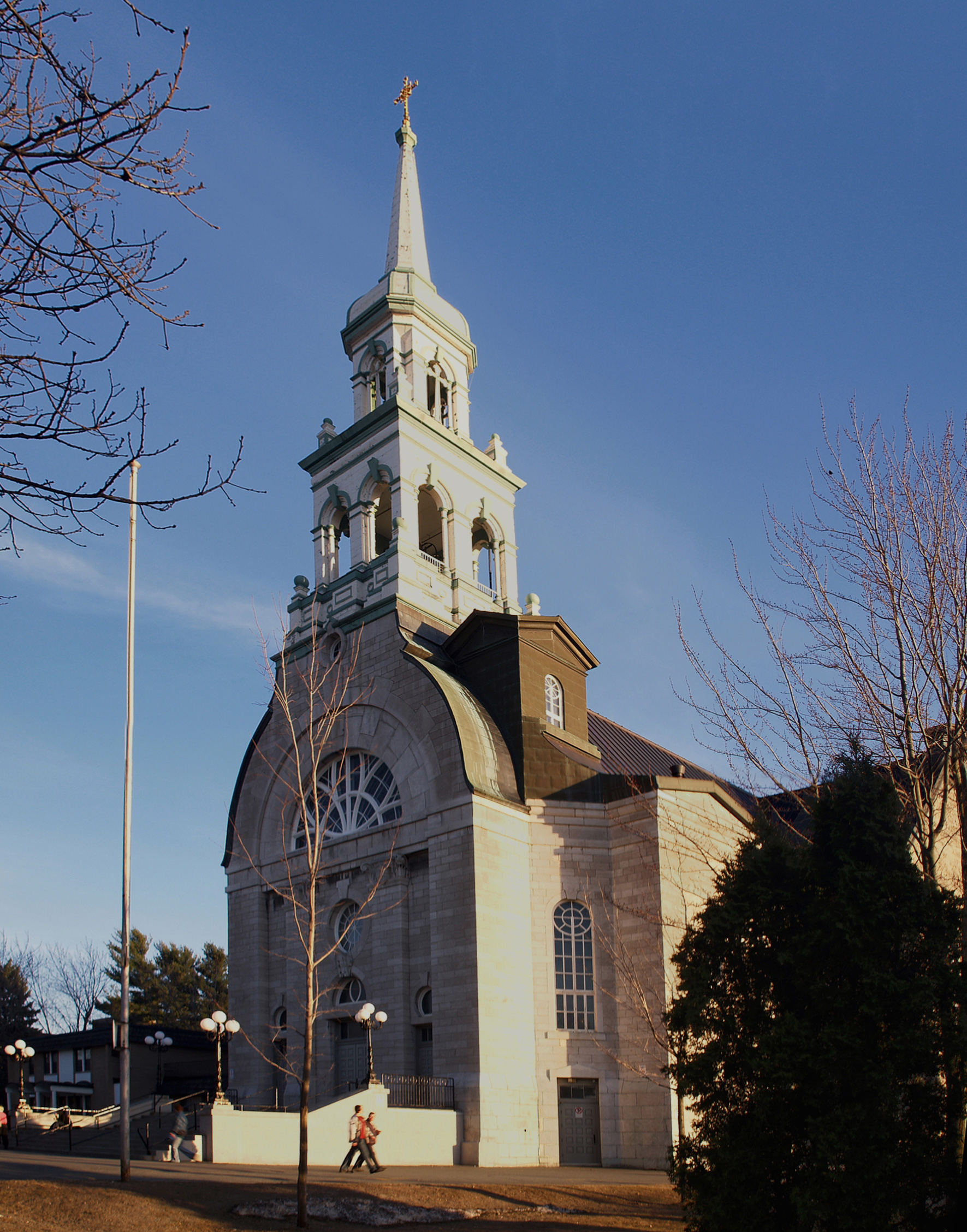
Église Notre-Dame.
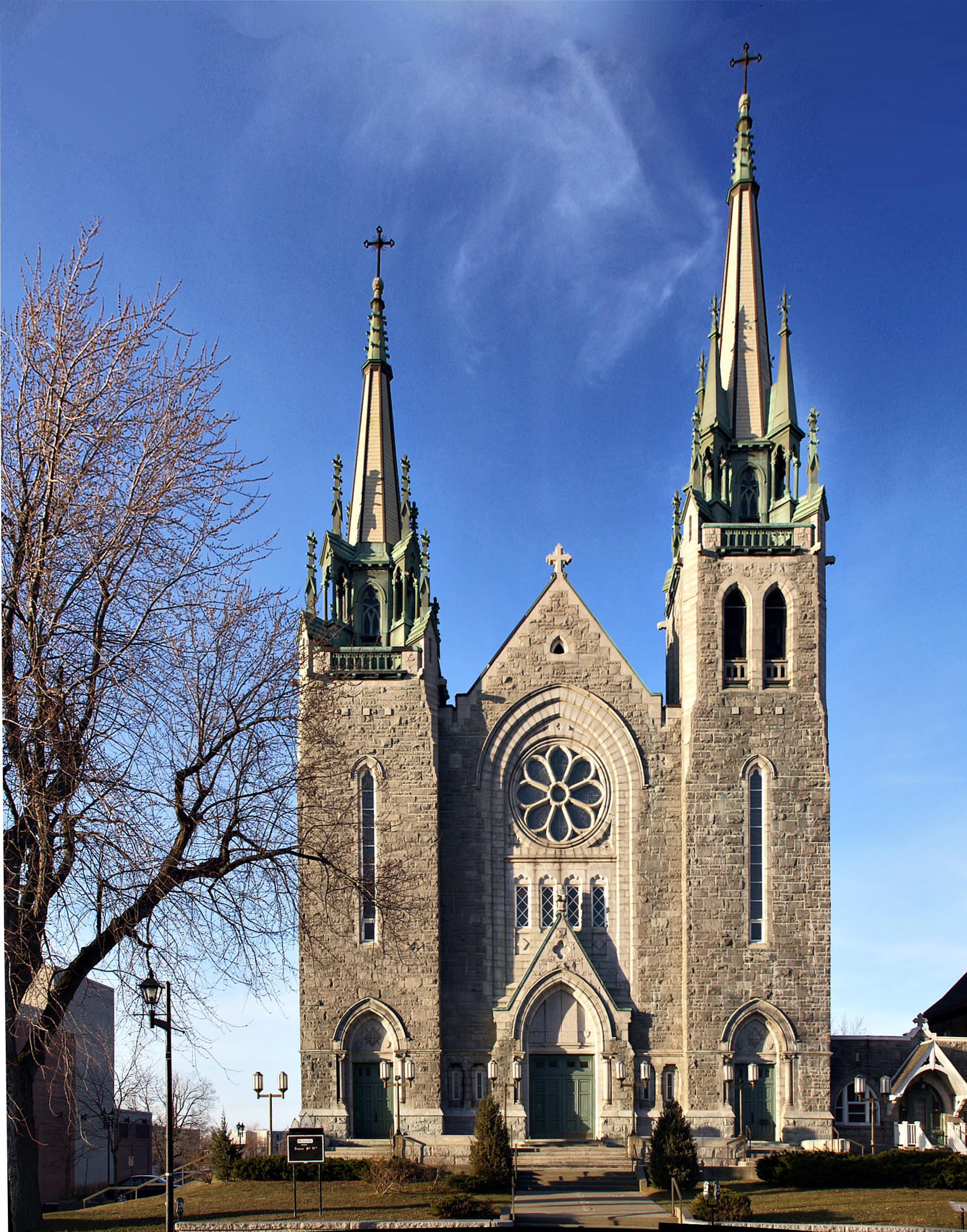
Église Sainte-Famille.
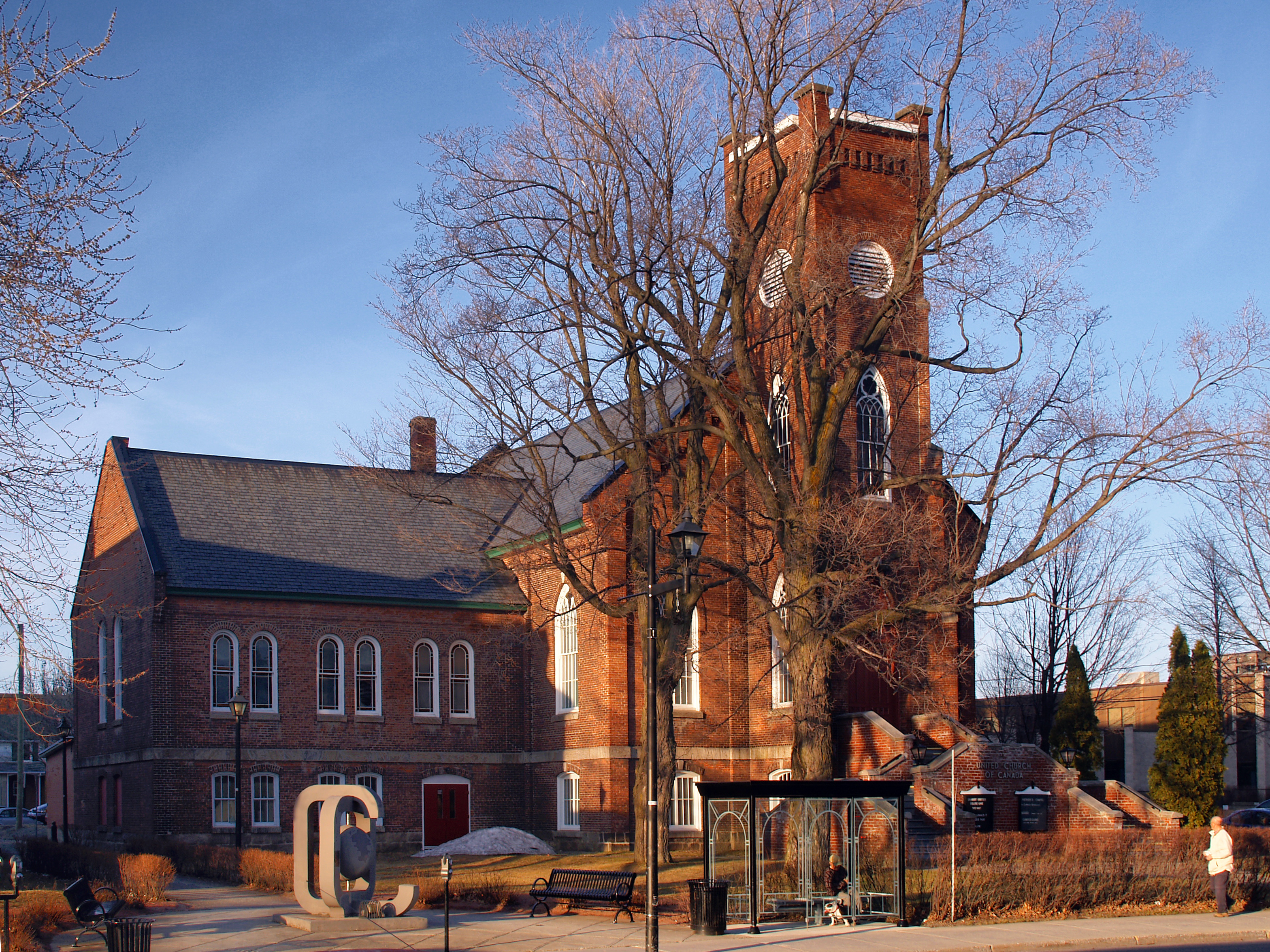
Église United Church.
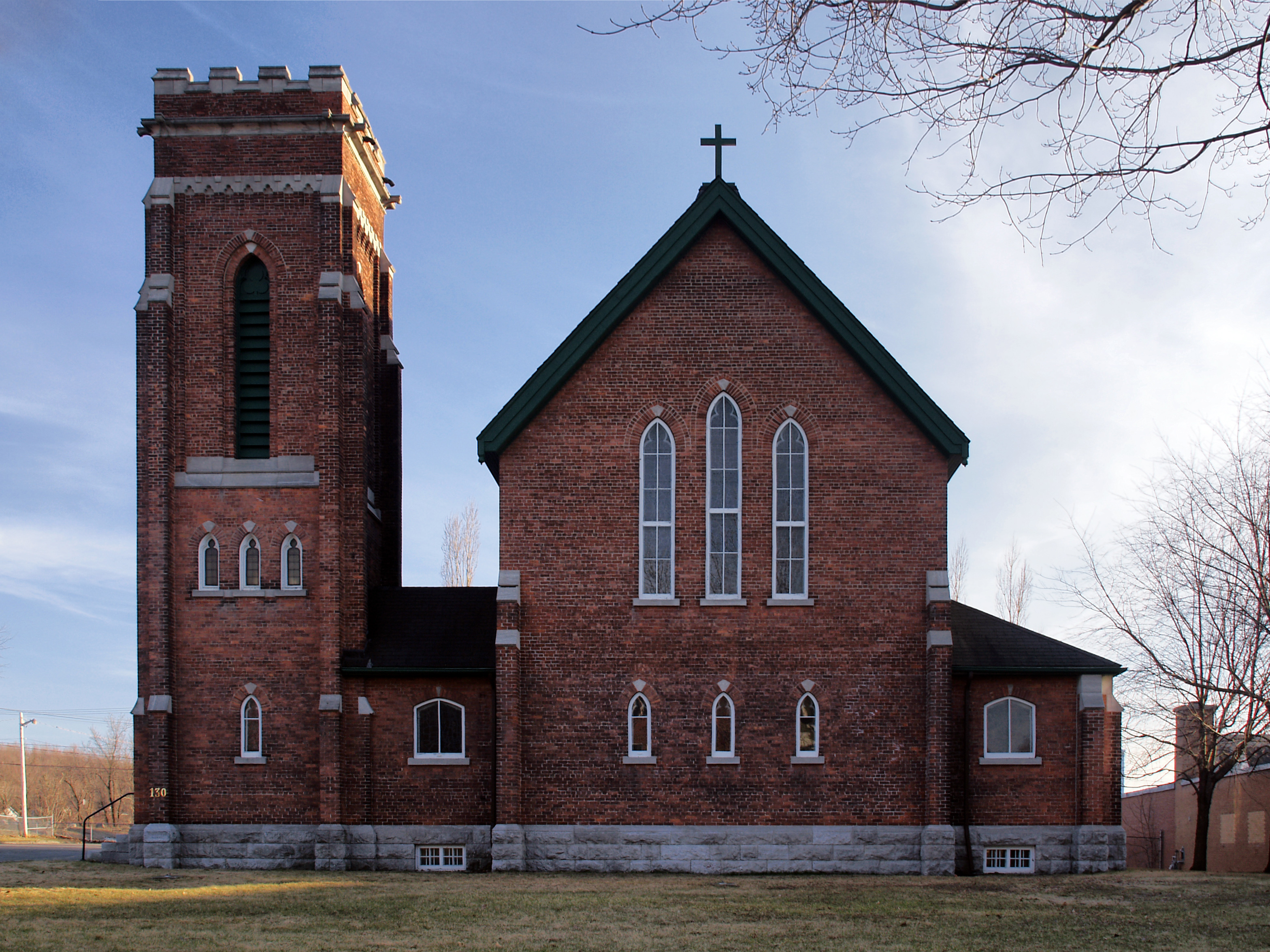
Église St-George's Anglican Church.
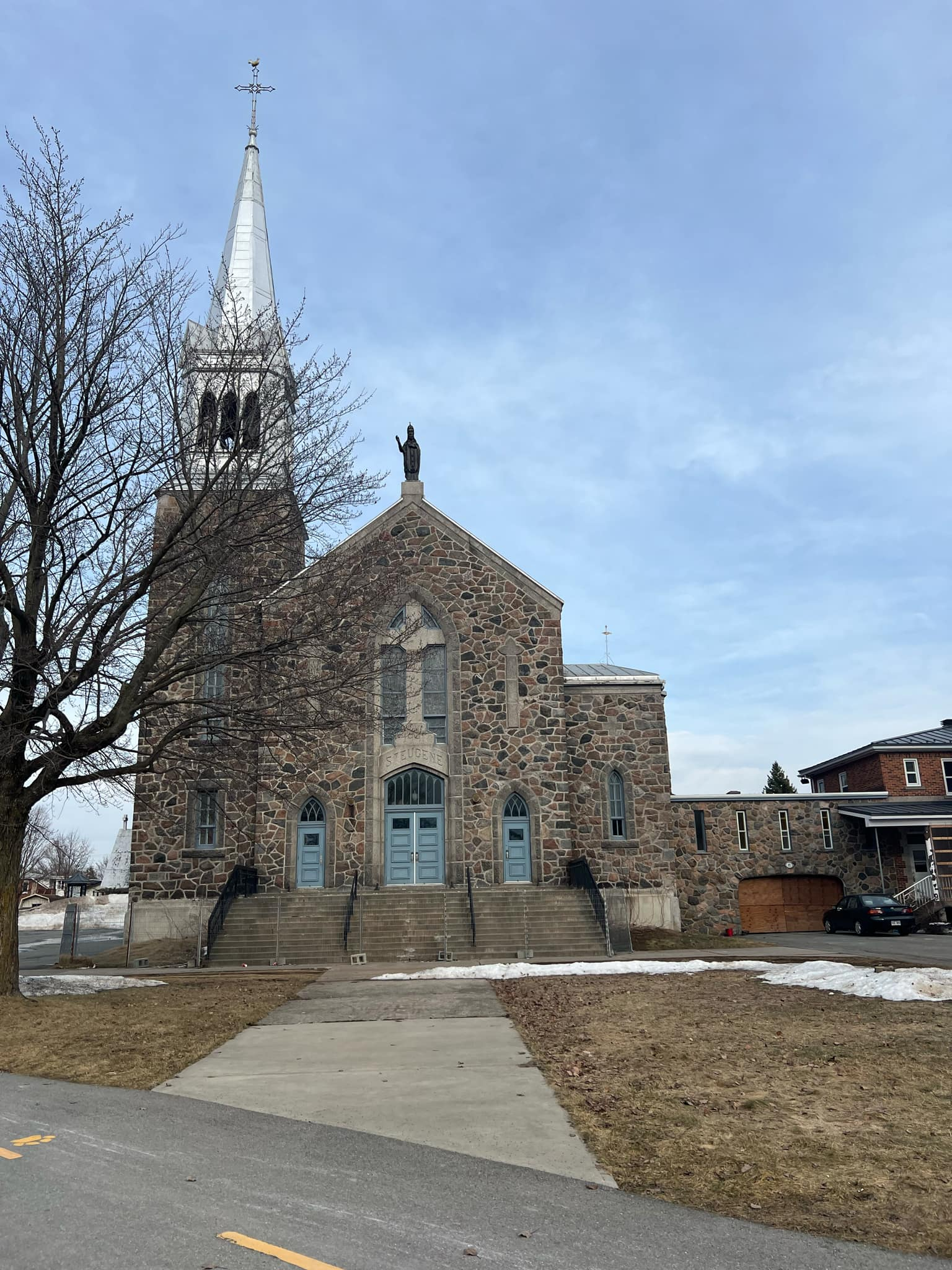
Église St-Eugène

## Culture
Parmi les salles de spectacles de Granby, on retrouve Le Palace et le théâtre de l'ancien Presbytère.
En été et en automne, la ville de Granby est l'hôte du Festival international de la chanson de Granby, de la fête des mascottes, du festival Couleurs urbaines de Granby et du Granby International de voitures anciennes. 
L’exposition annuelle de voitures anciennes est l’une des plus importantes au Québec. Elle se déroule sur les rives du lac Boivin. L’événement est organisé par l’organisme à but non lucratif Voitures Anciennes de Granby et attire chaque été quelques dizaines de milliers de visiteurs. L’exposition comprend environ 3000 voitures de différentes époques, un encan et un marché aux puces qui regroupe environ 500 marchands de pièces et d’accessoires de voitures.
Lors de la 29e édition de la Fête des mascottes, en 2014, plus de 100 000 visiteurs se sont rendus dans la municipalité de Granby pour participer à l’événement d’une durée de cinq jours. Anciennement appelé la Fête des Mascottes, l’événement se nomme maintenant Mascoto et s’est doté d’un nouveau site Internet, d’un nouveau logo et d’une nouvelle image. Outre la parade des mascottes, l’événement propose différentes animations, notamment des chanteurs, des danseurs, des amuseurs publics et des maquilleurs. Environ 80 000 personnes participent à l’événement.
Granby compte également l'une des plus vieilles harmonies en activité au Canada, l'Harmonie de Granby, fondée en 1864.
Depuis 1953, la ville est propriétaire d’un sarcophage romain datant du IIe siècle, qui est exposé à l’entrée de la bibliothèque municipale Paul-O.-Trépanier.

## Communications

### Journaux
- La Voix de l'Est, fondé en 1935 en tant qu'hebdomadaire, il devient un quotidien à partir de 1945[27]. Une version hebdomadaire est distribuée sous le nom Le Plus
- Granby Express, hebdomadaire gratuit

### Radio
- 104,9 FM : CFXM-FM (M105). La station M105 obtient son permis du CRTC en avril 1997 à la suite de la fermeture de la station CHEF-AM en 1996[34]. Elle est dirigée en coopérative[35].

## Sports

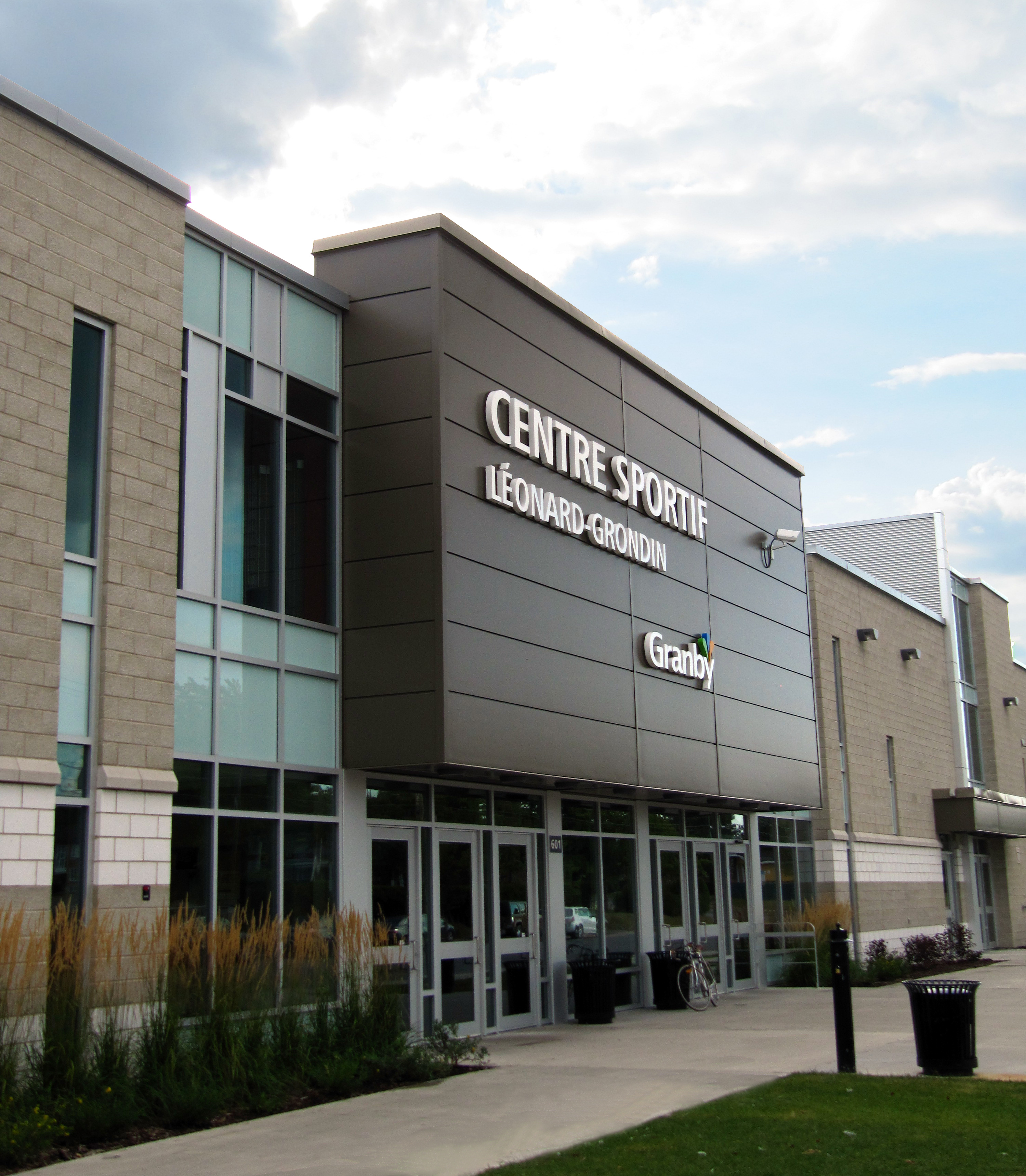
Le Centre sportif Léonard-Grondin.

Granby compte plusieurs équipes sportives actives sur la scène provinciale et régionale.
- Hockey sur glace : les Inouk (LHJAAAQ) et les Bisons (LHSAAAQ)
- Baseball : les Guerriers (Lbeq)
- Soccer : les Cosmos (soccer de U9 à Senior AAA)

Le Cégep de Granby compte aussi sur des équipes sportives collégiales nommées L'Indigo (basketball, soccer, volley-ball, cheerleading, cross-country et badminton). Le nom « Indigo », instauré en 2023, fait suite à une restructuration de l'image de marque de l'équipe en raison des critiques par rapport au nom « Inouk » porté pendant plus de 55 ans. De plus, il y a l'équipe des « E-nouk » dont le e fait référence à électronique puisque c'est la ligue de esports du cégep.
La ville a aussi eu des équipes de la LHJMQ de 1981 à 1997, les Bisons, dont Patrick Roy a fait partie et les Prédateurs. En 1996, les Prédateurs de Granby ont gagné la Coupe Memorial. La première pour une équipe québécoise en 25 ans.

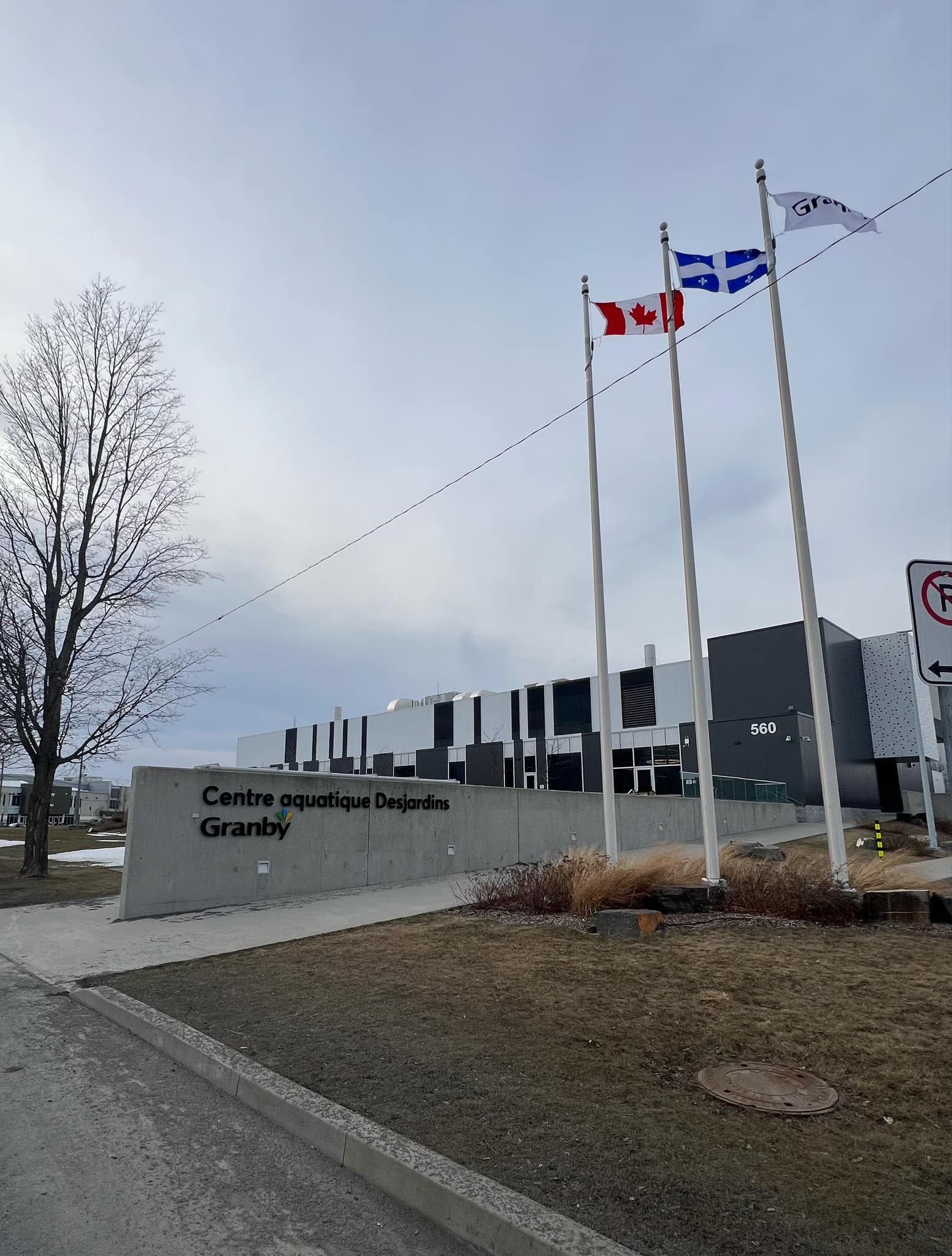
Le Centre aquatique Desjardins

Parmi les installations sportives, on compte le Centre sportif Léonard-Grondin, le Complexe Sportif Artopex et le Centre aquatique Desjardins de Granby (CADG).
Depuis 1995, la ville est l'hôte du tournoi de tennis du Challenger de Granby de l'ATP Challenger Tour.

## Jumelages
- Thoune (Suisse) depuis octobre 1950[37]
- Windsor (Canada) depuis mai 1956
- Coventry (Royaume-Uni) depuis juin 1963
- Saint-Étienne (France) depuis juin 1963
- Hammam Lif (Tunisie) depuis le 17 octobre 1967
- Joal-Fadiouth (Sénégal) depuis juin 1976
- Rayne (États-Unis) depuis février 1978
- Ancône (Italie) depuis septembre 1979
- Bokito (Cameroun) depuis mars 1980
- Marrakech (Maroc) depuis novembre 1981
- Gabrovo (Bulgarie) depuis novembre 2018

## Personnalités
Gilles Rousseau décédé en 1971, chanteur du groupe yéyé des années 60 les Hou-lops

### Personnalités politiques
- Pierre-Ernest Boivin (1872 - 1938), maire de Granby durant 21 ans et homme politique canadien
- Joseph-Hermas Leclerc (1877 - 1945), maire de Granby durant six ans et homme politique canadien
- Pierre-Horace Boivin (1905 - 1994), maire de Granby durant 25 ans, fondateur du zoo de Granby
- Paul-Olivier Trépanier (1923 - 2007), architecte et maire de Granby durant 18 ans
- Jean Leroux (1949-), homme politique canadien
- Diane St-Jacques (1953-), femme politique canadienne
- Bernard Brodeur (1956-), homme politique québécois
- Jean Lapierre (1956-2016), homme politique canadien
- Robert Vincent (1956-), homme politique canadien
- François Bonnardel (1967-), député provincial
- Pierre-Luc Dusseault (1991-), député fédéral

### Personnalités sportives
- Jos St-Onge, boxeur et l'un des meilleurs pugilistes de son époque au Québec durant les années 1920 et 1930 ;
- Marc Tardif (1949-), joueur de hockey sur glace ayant évolué avec les Canadiens de Montréal et les Nordiques de Québec ;
- Michel Dion, joueur de hockey sur glace ayant évolué avec les Nordiques de Québec ;
- Jan Alston (1969-), joueur de hockey sur glace ;
- Gilbert Flüeler (1979-), joueur de hockey sur glace ;

### Artistes
- Paul Brunelle (1923-1994), auteur-compositeur-interprète et guitariste country et western québécois ;
- Madeleine Arbour (1923-2024), peintre canadienne.
- Palmer Cox, écrivain, illustrateur et auteur de bande dessinée, créateur des Brownies ;
- Renée Durocher (1939-), artiste peintre ;
- Marc Messier (1947-), acteur et scénariste ;
- Janine Carreau (1948-), artiste ;
- Luc Senay (1958-), acteur, artiste, professeur d'impro LNI ;
- Antoine Bertrand (1977-), acteur ;
- Dominic Marcil (1981-), poète ;
- Jean-Philippe Perras (1986-), acteur ;
- Alex Nevsky (1986-), auteur-compositeur-interprète ;
- Andréanne A. Malette (1988-), auteur-compositeur-interprète ;
- Sydney Lallier (2006-), gagnante de La Voix Junior 2 ;
- Les Vulgaires Machins, groupe de musique ;
- Yes Mccan (1989-), acteur, rappeur et ancien membre de Dead Obies ;
- Violett Pi, auteur-compositeur-interprète ;
- Akim Gagnon (1989-), auteur et poète.